# فرودگاه محلی سوت آلباما
فرودگاه محلی سوت آلباما (به انگلیسی: South Alabama Regional Airport) (به زبان بومی: Bill Benton Field) یک فرودگاه همگانی بهره‌برداری هوایی است که یک باند فرود آسفالت دارد و طول باند آن ۱۵۲۴ متر است. این فرودگاه در شهر آندالوسیا (آلاباما) کشور ایالات متحده آمریکا قرار دارد و در ارتفاع ۹۴ متری از سطح دریا واقع شده است.